# سنبل‌لو
سنبل‌لو (به ترکی استانبولی: Sünbüllü) یک منطقهٔ مسکونی در ترکیه است که در آرتوین واقع شده‌است. سنبل‌لو ۸۰ نفر جمعیت دارد.